# Sarah Vaughan
Sarah Lois Vaughan (jako Sarah Lois Vaughan; 27. března 1924, Newark, New Jersey, USA – 3. dubna 1990, Los Angeles, Kalifornie, USA) byla americká jazzová zpěvačka. Spolupracovala například s Billy Eckstinem. Je držitelkou cen Emmy i Grammy.